# Luzhu (Kaohsiung)
Luzhu (chiń. upr. 路竹区; chiń. trad. 路竹區; pinyin Lùzhú qū; Wade-Giles Lu-chu ch’ü) – dzielnica (chiń. 區, qū) w rejonie Gangshan miasta wydzielonego Kaohsiung na Tajwanie. 
23 czerwca 2009 komitet przy Ministrze Spraw Wewnętrznych Republiki Chińskiej zarekomendował scalenie dotychczasowego powiatu Kaohsiung (chiń. trad. 高雄縣; pinyin Gāoxióng xiàn) i miasta wydzielonego Kaohsiung (chiń. trad. 高雄直轄市; pinyin Gāoxióng zhíxiáshì) w jedno miasto wydzielone; wszystkie gminy wiejskie (chiń. 鄉, xiāng), jak Luzhu, miejskie oraz miasta wchodzące w skład powiatu zostały przekształcone w dzielnice (chiń. 區, qū). Ustawa weszła w życie 25 grudnia 2010 roku.
Populacja dzielnicy Luzhu w 2016 roku liczyła 53 007 mieszkańców – 25 941 kobiet i 27 066 mężczyzn. Liczba gospodarstw domowych wynosiła 16 946, co oznacza, że w jednym gospodarstwie zamieszkiwało średnio 3,13 osób.

## Demografia (2011–2016)
| Rok  | Liczba ludności | Gęstość zaludnienia | Kobiety | Mężczyźni | Gospodarstwa domowe |
| ---- | --------------- | ------------------- | ------- | --------- | ------------------- |
| 2011 | 53 443          | 1103                | 26 166  | 27 277    | 16 175              |
| 2012 | 53 145          | 1097                | 25 977  | 27 168    | 16 324              |
| 2013 | 53 036          | 1094                | 25 937  | 27 099    | 16 472              |
| 2014 | 53 064          | 1095                | 25 941  | 27 123    | 16 686              |
| 2015 | 53 033          | 1094                | 25 947  | 27 086    | 16 818              |
| 2016 | 53 007          | 1094                | 25 941  | 27 066    | 16 946              |